# III. třída okresu Opava
III. třída okresu Opava (též zvaná jako Okresní soutěž – okres Opava) je 9. nejvyšší fotbalovou soutěží v republice.

## Vítězové

### III. třída okresu Opava skupina A
| Ročník    | Vítězný tým               |
| --------- | ------------------------- |
| 2003/2004 | FK Darkovice              |
| 2004/2005 | TJ Sokol Sudice           |
| 2005/2006 | TJ Sokol Kozmice          |
| 2006/2007 | SK Bohuslavice „B“        |
| 2007/2008 | TJ Sokol Bělá             |
| 2008/2009 | FK Bolatice „B“           |
| 2009/2010 | TJ Vřesina                |
| 2010/2011 | FK Bolatice „B“           |
| 2011/2012 | SC Pustá Polom „B“        |
| 2012/2013 | TJ Vřesina                |
| 2013/2014 | FK Bolatice „B“           |
| 2014/2015 | SK Viktorie Chlebičov „B“ |
| 2015/2016 | TJ Sokol Hněvošice        |
| 2016/2017 | TJ Sokol Dobroslavice     |
| 2017/2018 | TJ Sokol Služovice        |
| 2018/2019 |                           |

### III. třída okresu Opava skupina B
| Ročník    | Vítězný tým                       |
| --------- | --------------------------------- |
| 2003/2004 | FK U plus u Žimrovice             |
| 2004/2005 | TJ Sokol Holasovice               |
| 2005/2006 | TJ Sokol Velké Heraltice          |
| 2006/2007 | FK Kylešovice                     |
| 2007/2008 | TJ Sokol Slavkov „B“              |
| 2008/2009 | FC Kyjovice                       |
| 2009/2010 | TJ Vítkov                         |
| 2010/2011 | TJ Dubina Větřkovice              |
| 2011/2012 | FK Nova Vávrovice                 |
| 2012/2013 | TJ Sokol Skřipov                  |
| 2013/2014 | TJ Spartak Budišov nad Budišovkou |
| 2014/2015 | TJ Suché Lazce                    |
| 2015/2016 | TJ Družba Hlavnice                |
| 2016/2017 | FK Dolní Životice                 |
| 2017/2018 | TJ Sokol Slavkov „B“              |
| 2018/2019 |                                   |